# Batu Ampar (Kemuning)
Batu Ampar is een bestuurslaag in het regentschap Indragiri Hilir van de provincie Riau, Indonesië. Batu Ampar telt 4385 inwoners (volkstelling 2010).